# Murgași
Murgași è un comune della Romania di 2 616 abitanti, ubicato nel distretto di Dolj, nella regione storica dell'Oltenia.
Il comune è formato dall'unione di 8 villaggi: Balota de Jos, Balota de Sus, Bușteni, Gaia, Murgași, Picăturile, Rupturile, Velești.